# Ratthanakorn Maikami
Ratthanakorn Maikami (tiếng Thái: รัตนากร ใหม่คามิ; sinh ngày 7 tháng 1 năm 1998), còn được biết với tên đơn giản Game (tiếng Thái: เกม) là một cầu thủ bóng đá người Thái Lan thi đấu ở vị trí tiền vệ phòng ngự / Hậu vệ cho câu lạc bộ Giải bóng đá Ngoại hạng Thái Lan Buriram United.

## Sự nghiệp quốc tế
Vào tháng 8 năm 2017, anh đoạt chức vô địch tại Bóng đá tại Đại hội Thể thao Đông Nam Á 2017 với U-23 Thái Lan.

## Danh hiệu

### Câu lạc bộ
Buriram United
- Giải bóng đá Ngoại hạng Thái Lan (1): 2017

### Quốc tế
U-23 Thái Lan
- Sea Games  Huy chương Vàng (1); 2017
- Dubai Cup (1): 2017